# Fyzikální podmínky kultivace rostlinných explantátů
Fyzikální podmínky kultivace rostlinných explantátů zahrnují soubor fyzikálních podmínek, které je třeba v průběhu kultivace zachovávat. Existují 4 základní: teplota, osvětlení, relativní vlhkost vzduchu, aerace (větrání).

## Teplota
Běžné kultury rostlinných explantátů se pěstují při konstantní teplotě. Optimální teplota je specifická pro daný objekt. Případné krátkodobější výkyvy teploty v rozumném rozmezí (obvykle 5-30 stupňů Celsia) snášejí kultury dobře, obvykle dojde pouze ke zpomalení růstu (podchlazení kultur se často používá jako prostředek k umělému zpomalení kultivace). Je-li výkyv teploty příliš velký nebo trvá-li příliš dlouho, může dojít k poškození kultury, nebo k jejímu odumření. k tomu může též dojít, pokud jsou výkyvy příliš časté. 
U většiny kalusových a suspenzních kultur se optimální teplota kultivace pohybuje mezi 24-27 stupni Celsia, u kultur protoplastů mezi 27-27 stupni Celsia.

## Osvětlení
Světlo nemusí být nezbytné pro heterotrofně pěstované kultury pletiv a buněčných suspenzí, může však mít podstatný vliv. Významné je při regeneraci rostlin, tvorbě somatických embryí či cílené produkci některých sekundárních metabolitů. Nezbytné je při autotrofně pěstovaných kulturách, má velice směrodatný vliv při morfogenních reakcích kultury. Bývá vyžadováno i při pěstování protoplastů. 
Důležitá je intenzita a kvalita světla, jakož i případná fotoperioda. 
Doba a způsob osvětlení se liší podle objektu a typu kultivace, nejobvyklejší jsou:
- nepřetržité osvětlení (500-1000 luxů)
- fotoperioda 8-16 hodin, osvětlení nad 2000 luxů

Za vhodné se považují zářivky a výbojky s vyšším podílem záření v červené oblasti spektra.